# Helicopis trinitatis
Helicopis trinitatis är en fjärilsart som beskrevs av Adalbert Seitz 1916. Helicopis trinitatis ingår i släktet Helicopis och familjen Riodinidae. Inga underarter finns listade i Catalogue of Life.